# Тібор Сані
Тібор Сані (угор. Szanyi Tibor; нар. 13 липня 1956, Будапешт) — угорський політик і економіст, депутат Європейського парламенту з 2014.
У 1980 році закінчив факультет зовнішньої торгівлі в Університету економіки ім. К. Маркса в Будапешті. У 1988 році він отримав докторський ступінь з економіки в тому ж університеті. У 80-х він працював угорським представником в Організації з продовольства і сільського господарства Організації Об'єднаних Націй. У 90-х роках працював у сільськогосподарських компаніях та бізнес-організаціях, в числі був секретарем Угорської палати підприємців.
У 1998 році він приєднався до пост-комуністичної Угорської соціалістичної партії. У 1998 році він вперше обраний депутатом Національних зборів, був переобраний у 2002, 2006 і 2010. У 2002–2004 роках він був заступником міністра сільського господарства, а у 2006 році він обіймав посаду заступника міністра економіки. У 2010 році він обраний до Національної ради Соціалістичної партії.